# FLTK
FLTK (in het Engels uitgesproken als "fulltick") is een grafische opensourcetoolkit voor zowel Unix, Linux, Windows en Mac. FLTK wordt gebruikt om gebruikersinterfaces voor programma's te schrijven. FLTK biedt 3D-ondersteuning, maar is er vooral op gericht om ook op oudere systemen snel te draaien en weinig geheugen te verbruiken. Het biedt daarom niet de uitgebreide functionaliteit van toolkits als Qt of GTK+, maar wel de basisfunctionaliteit voor het ontwerpen van een venster waaronder knoppen en invoervelden.
FLTK is geschreven in C++ en wordt ook meestal met die taal gebruikt, maar kan ook gebruikt worden met talen als Python of Lua.
Met FLTK wordt een interface-designer meegeleverd, FLUID, die C++-code genereert.

## Software die gebruikmaakt van FLTK
- ITK-SNAP
- CinePaint
- FLWM, een X-windowmanager
- miwm, een X-windowmanager
- De Windowsversie van SmallBASIC
- Dillo, een webbrowser
- Gmsh
- EDE - Equinox Desktop Environment
- Fldigi, amateurradiosoftware.